# Año tropical

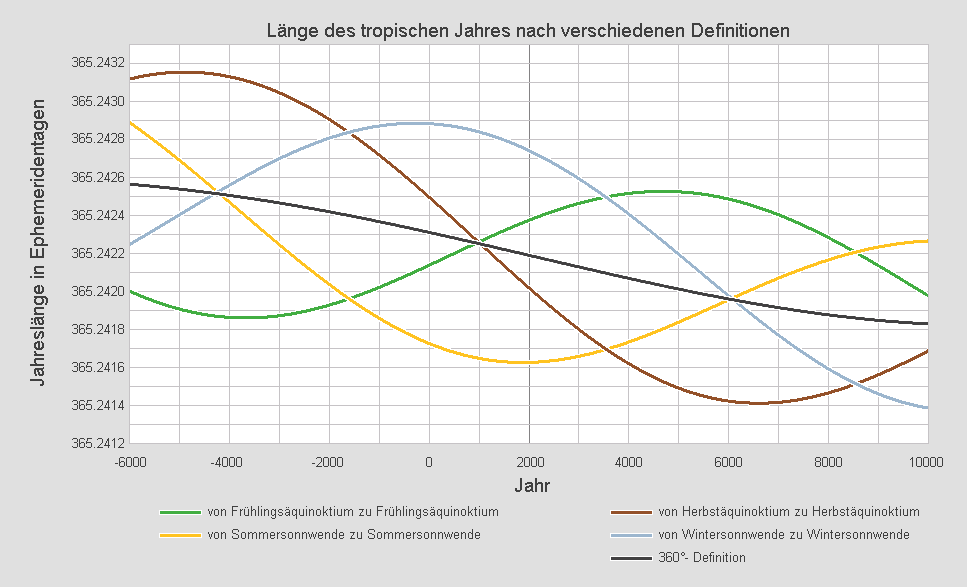
Variaciones de la longitud medio año del Sol.

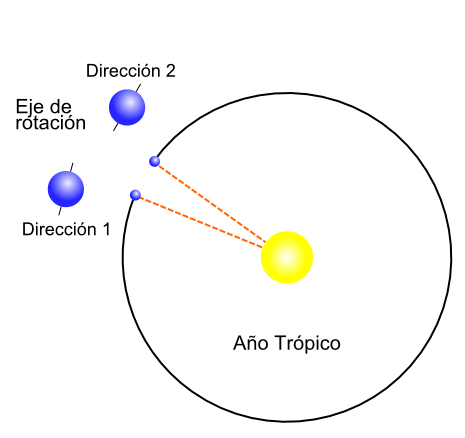
Esquema del año trópico (no está a escala).

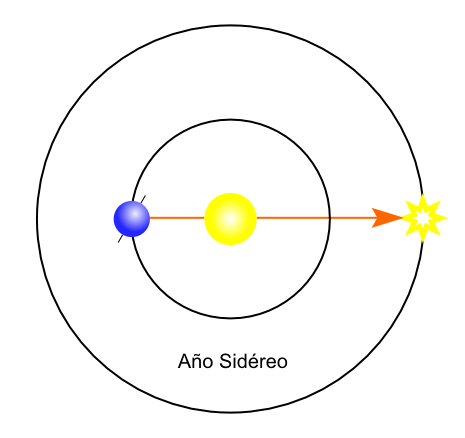
Esquema del año sidéreo.

Se denomina año trópico, año tropical o año solar al tiempo que transcurre entre dos pasos sucesivos del Sol por el primer  punto de Aries. Su duración es de 365.2422 días de tiempo solar medio (365 días 5 h 48 m 46.08 s). 
Para comprender la diferencia con el año sidéreo se debe tener en cuenta la precesión de los equinoccios. Cuando se hace referencia a un equinoccio o a un solsticio, se habla del punto de la órbita terrestre en que la proyección del eje de rotación de la Tierra sobre el plano de la eclíptica se alinea (solsticio) o se sitúa perpendicular (equinoccio) a la línea imaginaria Sol-Tierra. Resulta que ese eje, debido a la citada precesión de los equinoccios, da una vuelta sobre la perpendicular a la eclíptica en unos 26 000 años. Por eso, como puede verse en la ilustración, el año trópico es ligeramente más corto que el sideral. Al transcurrir un año trópico la recta imaginaria Tierra-Sol no apunta en su proyección hacia el mismo punto (misma estrella), porque el eje ha hecho parte del giro que hemos comentado.